# Cambridge House

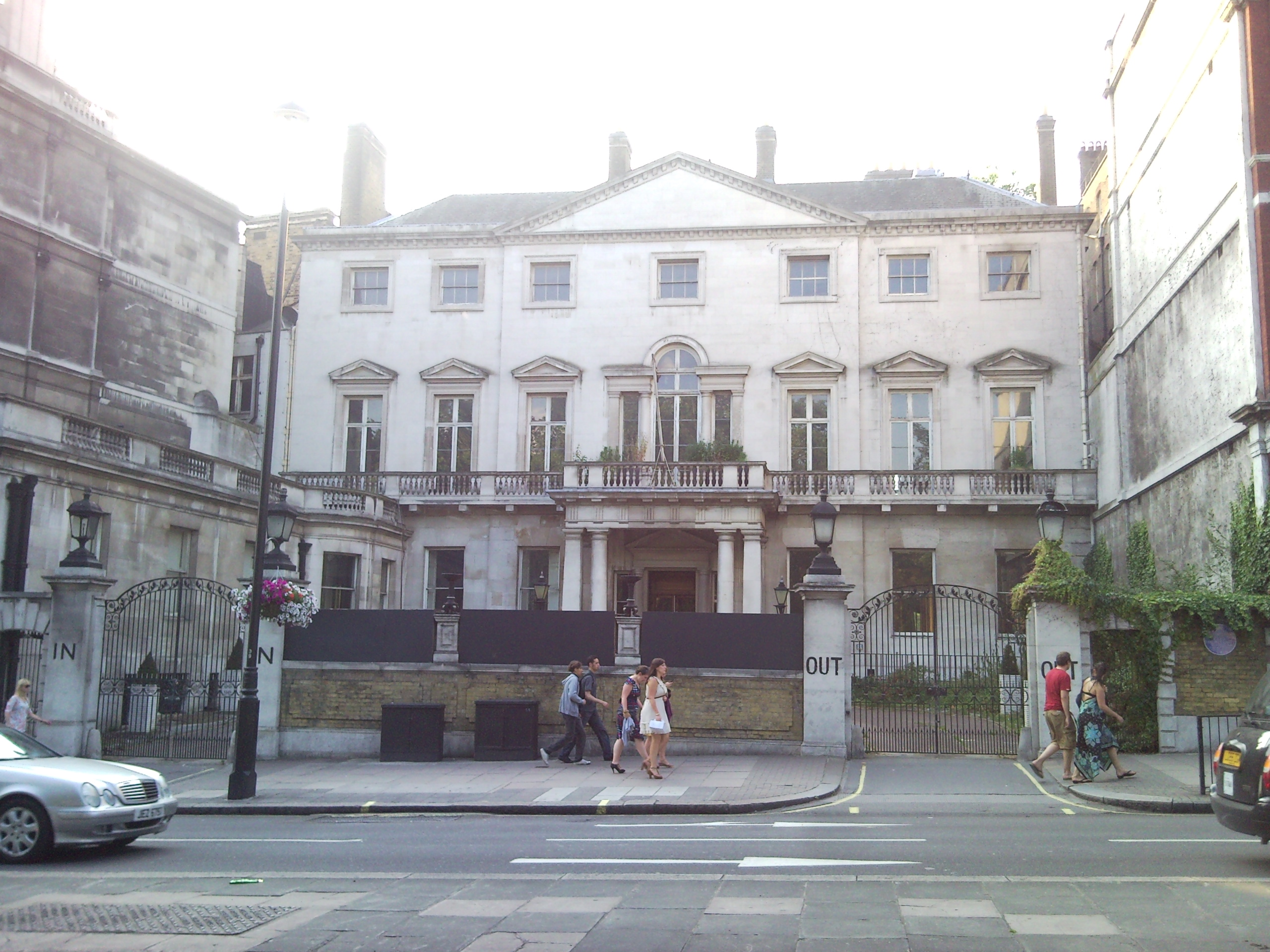
Cambridge House

Cambridge House ist ein ehemaliges Stadtpalais aus dem 18. Jahrhundert in London. Es liegt an Nordseite der Straße Piccadilly (No 94) mit Blick auf den Green Park. Das als Kulturdenkmal der Kategorie Grade I klassifizierte Gebäude ist eines der wenigen noch erhaltenen Adelspalais in London und wird auch als Egremont House, Naval and Military Club oder The In and Out bezeichnet. 

## Geschichte
Das Haus wurde 1756 bis 1760 von Matthew Brettingham für den 2. Earl of Egremont errichtet. Sein Sohn und Nachfolger, der 3. Earl, verkaufte das Haus 1794, da er hauptsächlich auf seinem Landsitz Petworth House lebte. Das Haus wechselte mehrfach den Besitzer, unter anderem wurde es 1822 von George Cholmondeley, 1. Marquess of Cholmondeley erworben, der einige Umbauten vornehmen ließ. 1829 erwarb es Adolphus Frederick, 1. Duke of Cambridge, der siebte Sohn Georgs III. Der Duke ließ ebenfalls das Haus umbauen, aus dieser Zeit stammt der heutige Name des Hauses. 1850 wurde das Haus von dem späteren Premierminister Lord Palmerston gekauft, der das Haus bis zu seinem Tod 1865 bewohnte. Sein Leichenzug zur Westminster Abbey startete von Cambridge House aus. Das Haus wurde anschließend vom Naval and Military Club erworben, der 1876 das Innere des Hauses von John MacVicar Anderson für die Nutzung als Gentlemen’s Club umbauen ließ. Die beiden Hofeinfahrten erhielten ebenfalls in den 1870er Jahren die Beschriftung In und Out, weshalb der Club auch The In and Out genannt wird. 1999 bezog der Club neue Räume am St James’s Square. Verschiedene Projekte für eine Folgenutzung des leerstehenden Hauses wurden nicht verwirklicht. 2012 erwarben Simon und David Reuben das Gebäude, um es zu einem exklusiven Wohnhaus umzubauen. Mit einem geschätzten Wert von 200.000 000 GBP wäre das 48-Zimmer-Haus das teuerste Wohnhaus Großbritanniens.

## Anlage
Das Haus besitzt einen durch eine Mauer von der Straße abgetrennten Hof. In den Hof führen zwei schmiedeeiserne Tore, von deren Beschriftung das Haus seinen Beinamen erhielt. Die dreigeschossige, mit Portland-Stein verkleidete Fassade im palladianischen Stil besitzt einen Dreiecksgiebel und im ersten Obergeschoss ein venezianisches Fenster. Im späten 19. Jahrhundert erhielt sie ein neues Portal mit dem darüberliegenden Balkon. Der eingeschossige linke Seitenflügel stammt vermutlich aus der Mitte des 19. Jahrhunderts. 
Das Gebäude besitzt ein prächtiges, überkuppeltes Treppenhaus, um das herum die Repräsentationsräume im Obergeschoss angeordnet sind. 